# Ley Opia
La Ley Opia fue una ley que estuvo vigente en la República romana desde su promulgación en el año 215 a. C. hasta el año 195 a. C., año en que fue derogada a pesar de la oposición de Catón el Viejo.
Se señala que la Lex Oppia era una ley restrictiva para las mujeres, ya que se les prohibía llevar más de una cierta cantidad de oro, vestidos coloridos y llevar carruajes por ellas mismas demasiado cerca de la ciudad, a menos que fuera para ritos religiosos.